# Theretra oldenlandiae

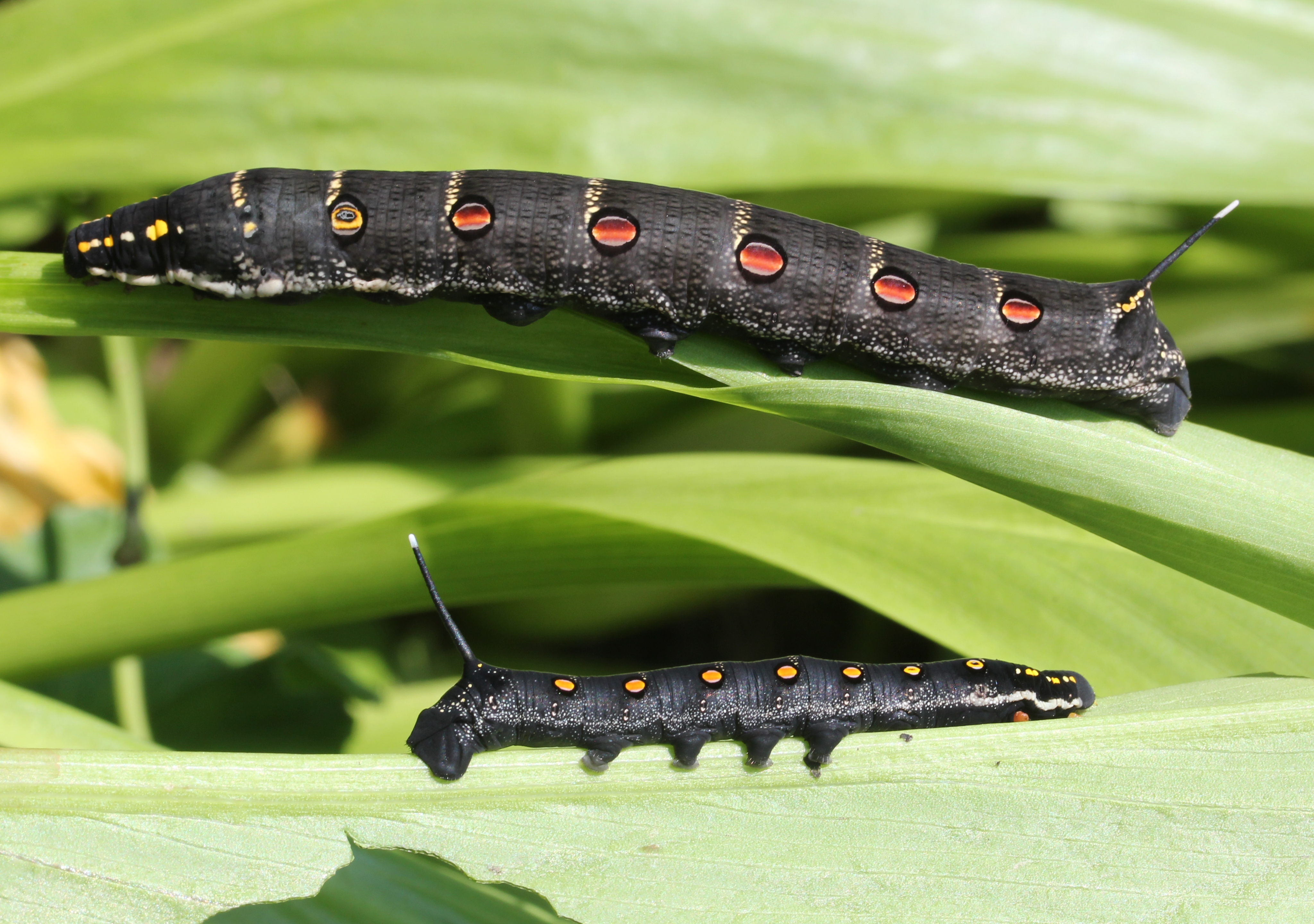
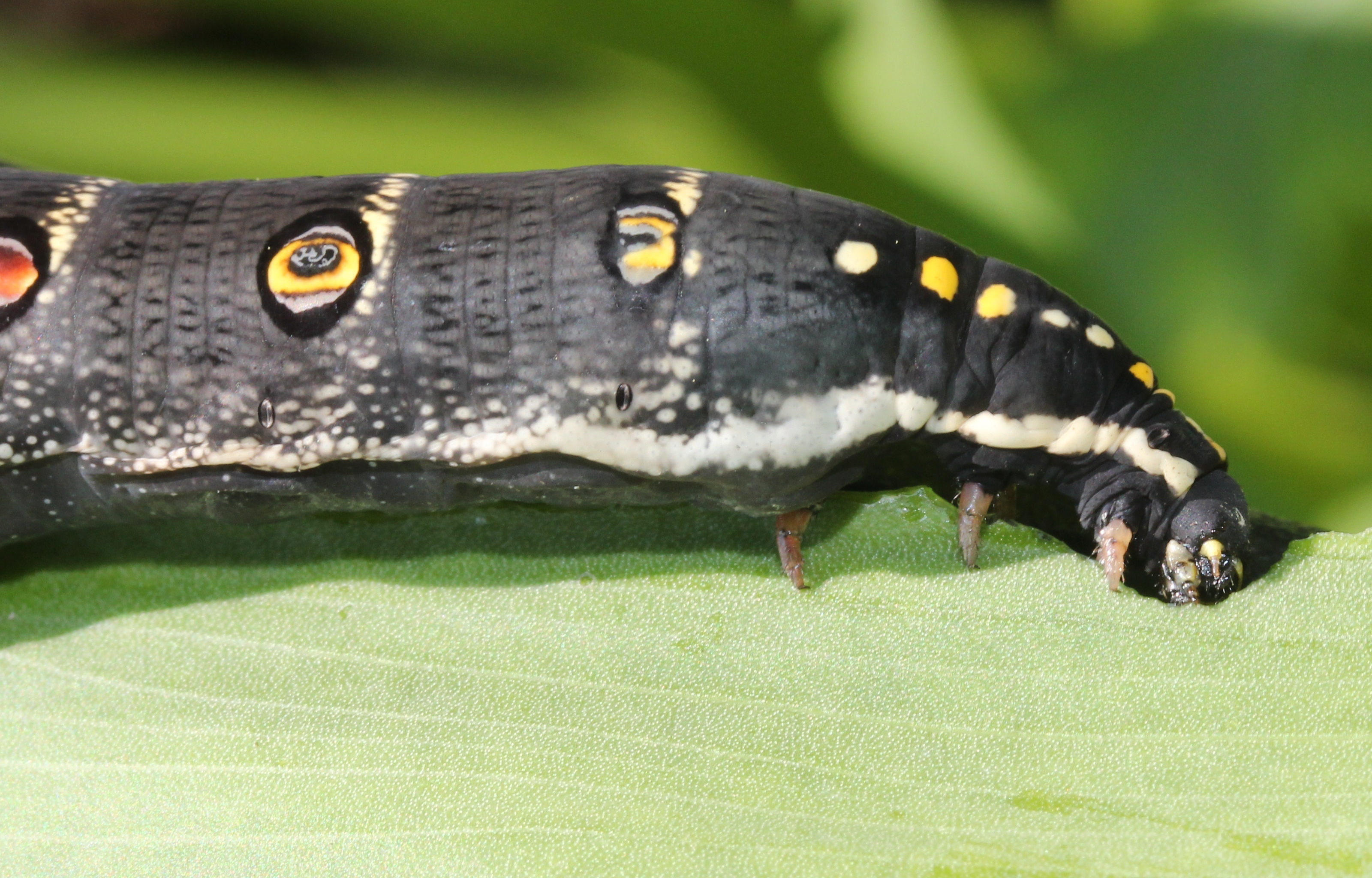
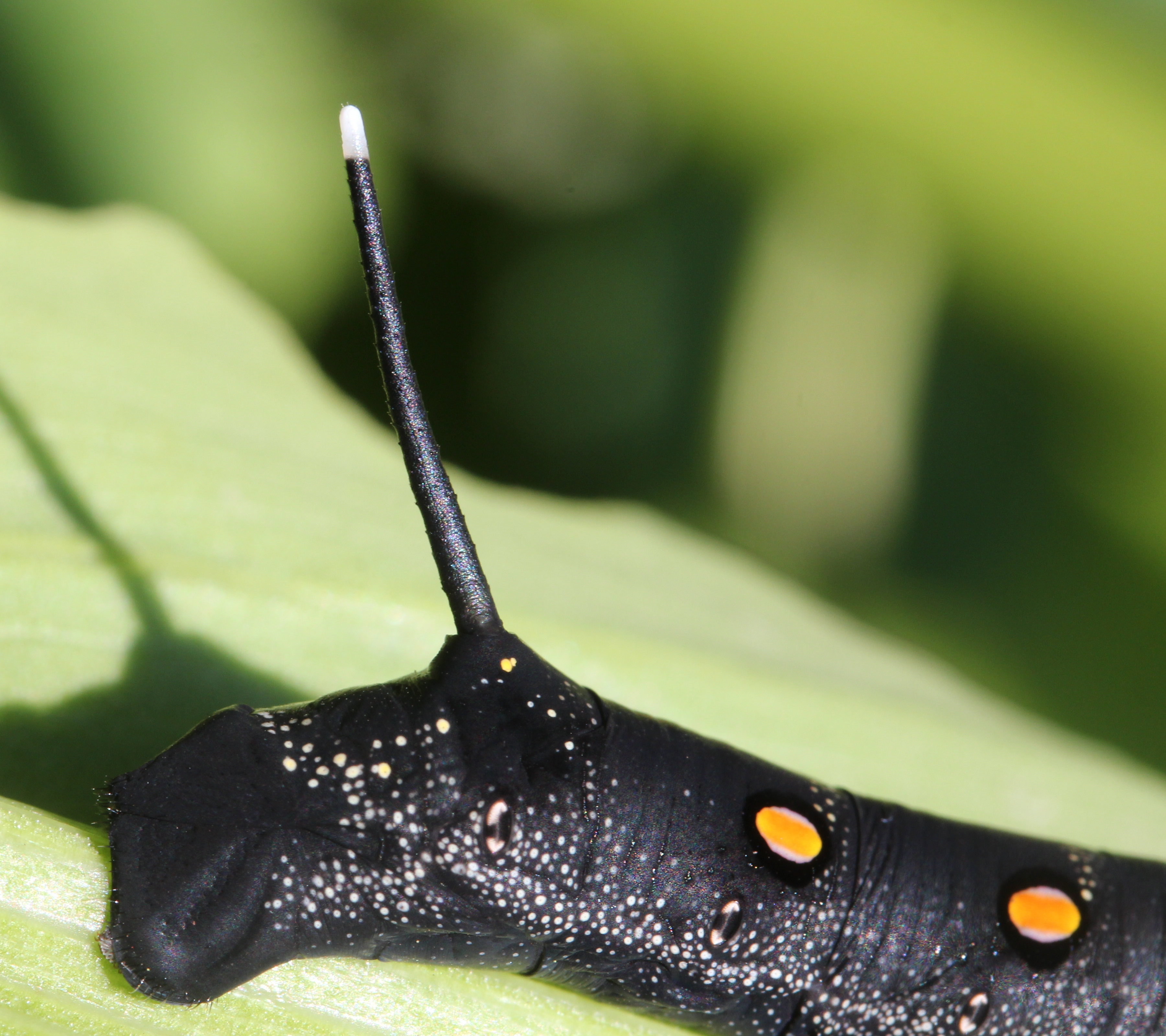

Theretra oldenlandiae (tên tiếng Anh: Impatiens hawk moth) là một loài bướm đêm thuộc họ Sphingidae được tìm thấy ở Ấn Độ, Trung Quốc, Borneo, Nhật Bản, Philippines, Thái Lan, Borneo, và Úc. Chúng thường được xem là loài gây hại cho cả hai loại Busy lizzie (Impatiens wallerana) và Fuchsias (Fuchsia sp.). Sâu loài này cũng ăn cây Arum lily (Zantedeschia aethiopica), Argentine trumpet cây leo (Clytostoma callistegioides), Climbing guinea flower (Hibbertia scandens), Billy goat cây mận (Planchonia careya), Godetia (Clarkia amoena), Star cluster (Pentas lanceolata), Australian native violet (Viola hederacea) và Slender grape (Cayratia clematidea). Ấu trùng đen với đốt màu vàng.

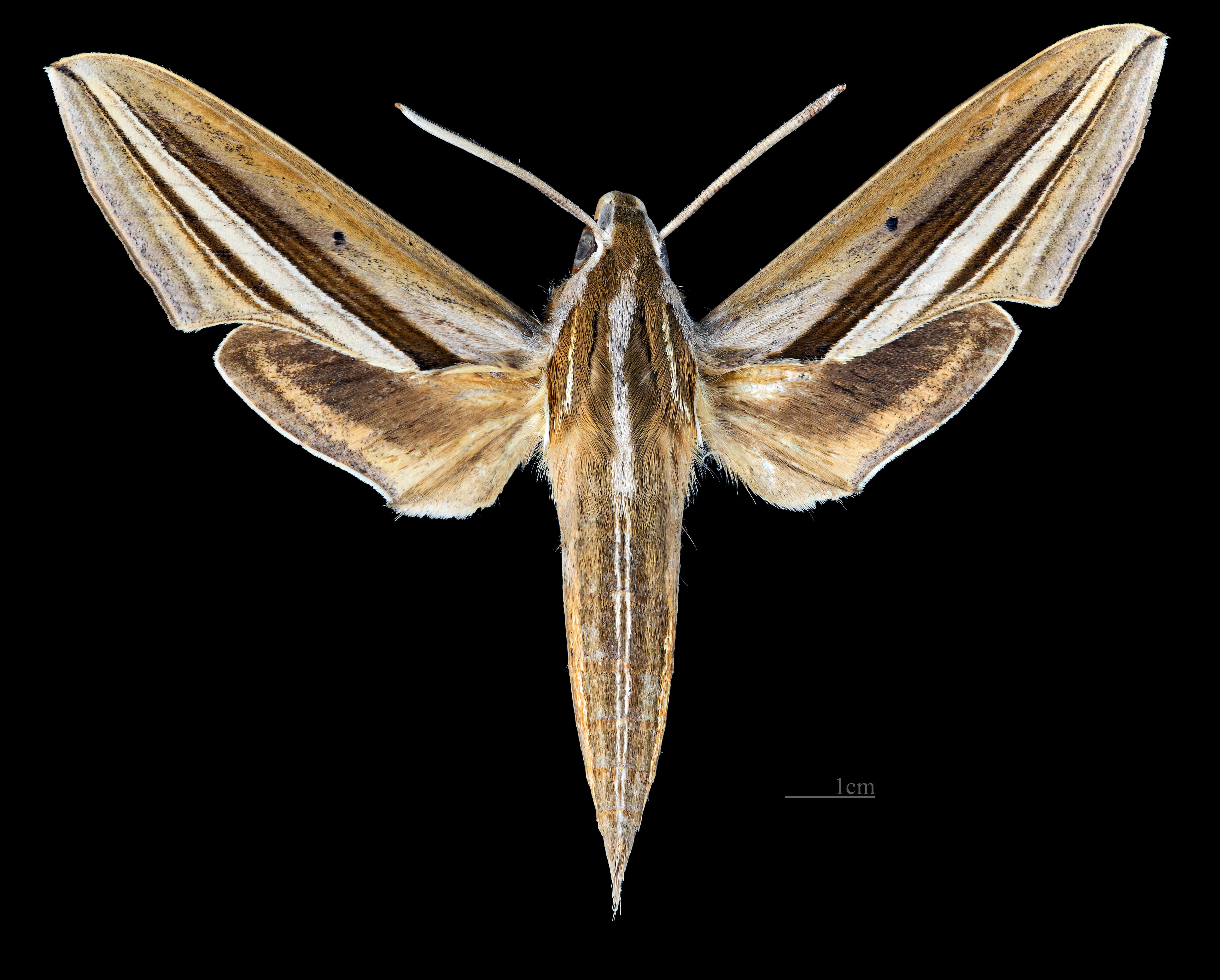
♂
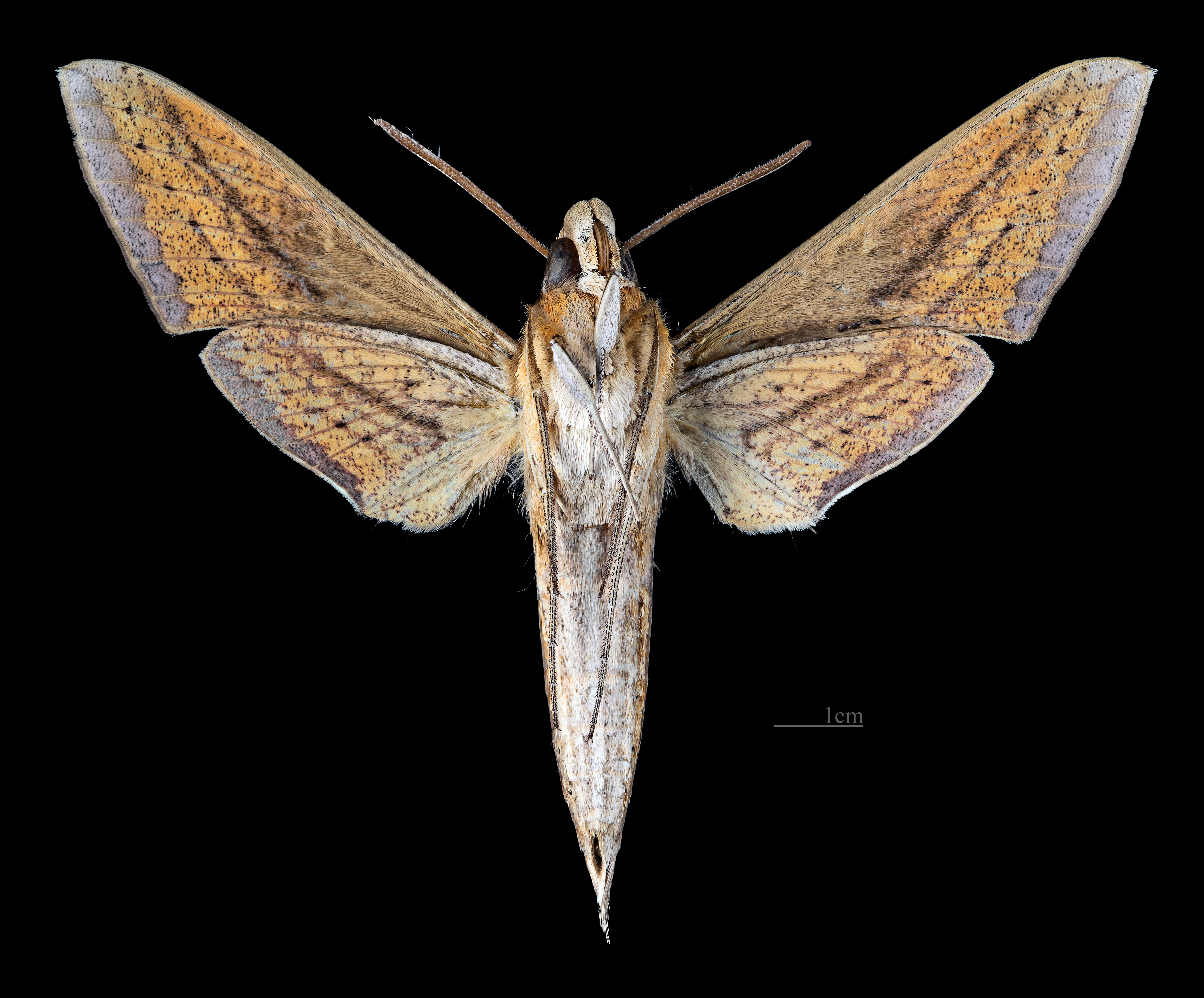
♂ △
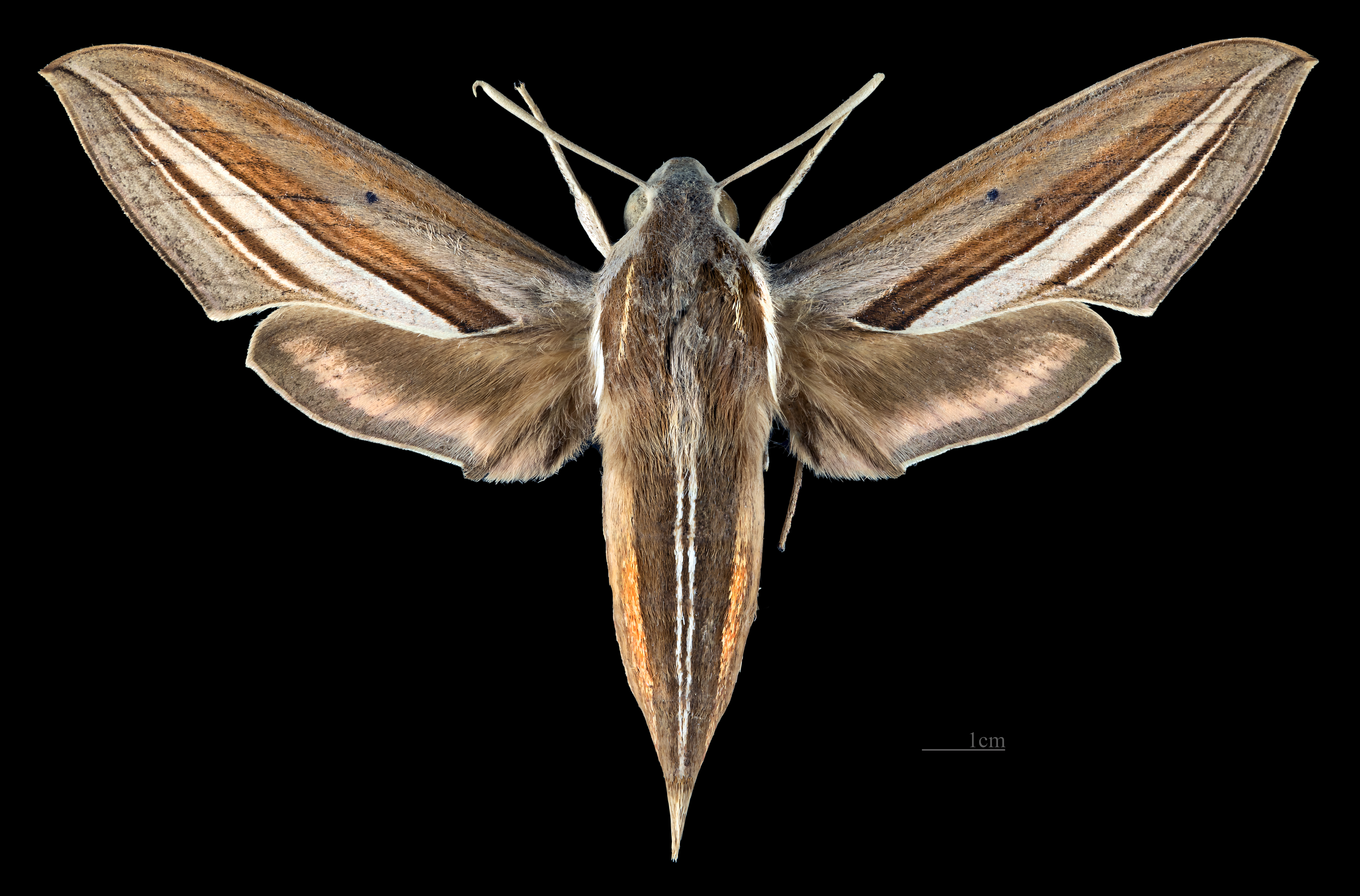
♀
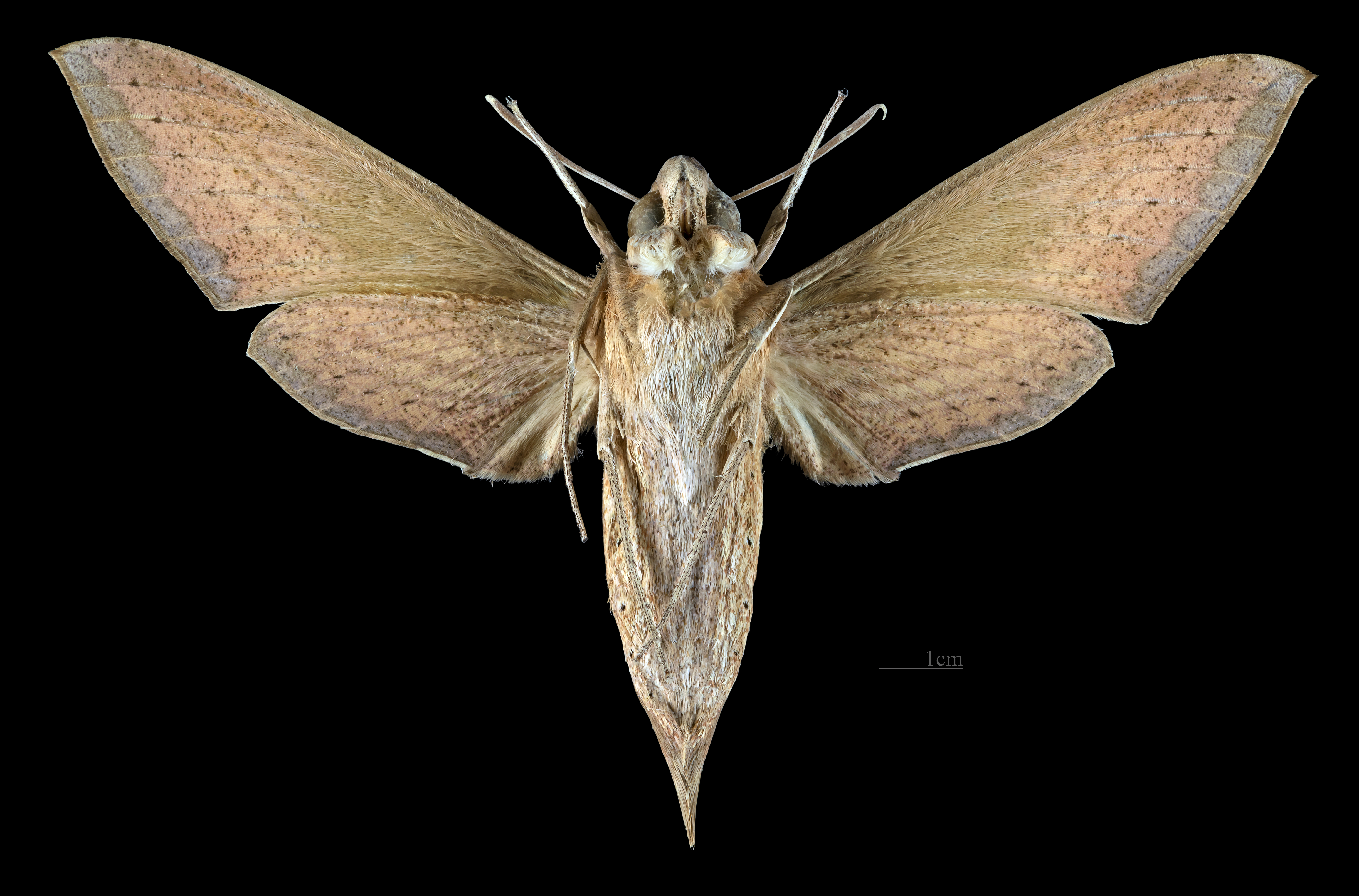
♀ △